# Роберт (Москаль)
Роберт Михайло Москаль (24 жовтня 1937, Карнеґі, штат Пенсільванія — 7 серпня 2022) — церковний діяч, ієрарх Української греко-католицької церкви у США, в 1983–2009 роках — єпископ Пармської єпархії св. Йосафата.

## Життєпис
Три роки навчався у початковій школі у місті Карнеґі, відтак, ще три роки — у початковій школі в Шауні (у східному Карнеґі) і два роки в середній школі у Кларк Юніорі. 1951 року вступив до Малої семінарії Святого Василія Великого у м. Стемфорд (Коннектикут). 1955 року вступив до Великої семінарії у Стемфорді і через 4 роки здобув науковий ступінь бакалавра філософії. 1963 року захистив ліцензіат з богослов'я при Католицькому університеті та семінарії Святого Йосафата у Вашингтоні.
3 червня 1961 року — отримав піддияконські свячення, 14 квітня 1962 року — дияконські свячення, а 25 березня 1963 року — ієрейське рукоположення з рук Філадельфійського Архієпископа і Митрополита Амвросія Сенишина. Після свячень обіймав посаду секретаря в канцелярії Архієпископа Філадельфійського водночас творив парафію у м. Варингтоні (Пенсильванія). Водночас навчався у Філадельфійській музичній академії та консерваторії. У 1967 році призначений віце-канцлером Філадельфійської архієпархії. У 1977 році обраний президентом Асоціації українців-католиків в Америці «Провидіння».
3 серпня 1981 року Святіший Отець Іван Павло II та Синод Єпископів УГКЦ, на якому головував Блаженніший Патріарх Йосиф Сліпий, номінували о. прелата Роберта Москаля єпископом-помічником Філадельфійського митрополита з титулярним осідком Агатополя. Єпископська хіротонія відбулася 13 жовтня 1981 року в Катедральному храмі Непорочного Зачаття у Філадельфії. 3 грудня 1983 року Папа створив нову єпархію Святого Йосафата у м. Пармі (Огайо) та призначив Владику Роберта її першим єпархом. Введення на престол відбулося 29 лютого 1984 року.
29 липня 2009 року Святіший Отець Венедикт XVI, Папа Римський, прийняв зречення Владики Роберта Михаїла (Москаля) з уряду Єпарха Пармського.

## Нагороди
- Медаль «За працю і звитягу» (20 січня 2010) — за вагомий особистий внесок у справу консолідації українського суспільства, розбудову демократичної, соціальної і правової держави та з нагоди Дня Соборності України.[4]